# 貝肖爾 (密歇根州)
貝肖爾（英語：Bay Shore）是位於美國密歇根州夏利華縣及埃米特縣的一個普查規定居民點。

## 人口
根據2020年美國人口普查的數據，貝肖爾的面積為4.03平方千米，當中陸地面積為4.03平方千米，而水域面積為0.00平方千米。當地共有人口687人，而人口密度為每平方千米170.47人。